# Coctaca
Coctaca – wioska i stanowisko archeologiczne położone w prowincji Jujuy w departamencie Humahuaca. Według spisu ludności z 2010 roku we wsi mieszkało 141 osób. Wieś położona jest około 8 km na północny wschód od Humahuaca. W jej sąsiedztwie znajdują się największe w północno-wschodniej Argentynie prekolumbijskie ruiny. Obejmują one około 40 ha pozostałości budynków, pól tarasowych, systemów nawadniających oraz podziemnych komór do przechowywania żywności. Stanowisko Coctaca wiązane jest z kulturą Omaguaca, która zajmowała obszary obecnie znane jako Quebrada de Humahuaca. Jej najwcześniejsze ślady pochodzą z IX wieku. W połowie XV w. została wchłonięta przez Imperium Inków. Szczytowy okres rozwoju stanowiska przypada na okres największego rozkwitu Imperium Inków w XVI wieku. W jego pobliżu przebiegała jedna z ważnych dróg na szlaku Qhapac Ñan. W 2000 roku stanowisko zostało uznane za zabytek historii narodowej Argentyny.
W obszarze Coctaca uprawiano m.in. sześć odmian komosy, ziemniaki i kukurydzę. Działo się tak dzięki specyficznemu mikroklimatowi doliny, która chroniła przed silnymi wiatrami, mrozami i zapewniała odpowiednią wilgotność.